# Multivía
La tarjeta Multivía fue un medio de pago usado en el sistema de transporte público de Santiago de Chile. Se utilizó desde febrero de 2003 en el Metro de Santiago y a partir de febrero de 2007, con el comienzo de las operaciones del Transantiago se ocupaba, en conjunto con la tarjeta bip!, para el pago del metro y buses de Santiago. Hasta mediados de  2011, ambas tarjetas convivieron juntas hasta que esta fue dada de baja, inhabilitándola completamente.

## Historia
Las pruebas iniciales se iniciaron en diciembre de 2002 para terminar su implementación definitiva en la red del Metro de Santiago a partir del 24 de febrero de 2003. En diciembre de 2004 ya había 1,3 millones de tarjetas en circulación y a fines de 2005 la cifra alcanzaba los 1,6 millones. La tarjeta también fue implementada en los recorridos de Metrobús.
Sus derechos de uso de marca y usufructo fueron cedidos al Administrador Financiero de Transantiago para su uso en conjunto con el plan Transantiago.
En junio de 2011 se comunicó la futura baja de la tarjeta, la cual se podía cambiar gratuitamente por una Tarjeta bip!. Lo anterior era parte de un plan en el que consistió en el recambio de las tarjetas en lugares autorizados (Centro Bip!, en su mayoría), manteniendo el saldo de la tarjeta Multivía. A partir del 1 de agosto de 2011, esta tarjeta quedó inutilizada de manera permanente.

## Características
Este sistema utilizó una tarjeta inteligente sin contacto, la cual era de plástico polimérico e impresión láser, poseía un chip y un filamento de cobre. El chip se comunicaba con un lector de tarjetas, puesto en cada estación de pago, mediante inducción transfiriendo información a una tasa de transferencia que fluctúa entre 106 y 848 kb/s. La distancia de contacto entre el lector y la tarjeta es de 10 cm según el estándar ISO/IEC 14443 de 2001.
La tarjeta era del tipo recargable, es decir, se podía recargar con un monto determinado varias veces en estaciones de carga autorizados, siempre en incrementos de $500 con un tope de $20 000. Con esto se planeaba la no utilización de dinero en efectivo en el método de pago y una integración tarifaria a través del Metro y el Transantiago.